# 케레디기온

케레디기온

케레디기온(웨일스어: Ceredigion [kɛrɛˈdɪɡjɔn])은 웨일스 중부에 위치한 주급 자치시로 행정 중심지는 에버리스트위스이며 면적은 1,783km2, 인구는 75,900명(2011년 기준), 인구 밀도는 43명/km2이다. 서쪽으로는 카디건 만, 북쪽으로는 귀네드, 동쪽으로는 포이스, 남쪽으로는 카마던셔, 남서쪽으로는 펨브로크셔와 접한다.
케레디기온은 웨일스에서 두 번째로 인구 밀도가 낮은 지역이며 가장 큰 도시는 에버리스트위스이다. 케레디기온 동부의 대부분은 캄브리안 산맥이며 가장 지대가 높은 곳은 펌러몬으로 752m(2,467피트)이고, 펌러몬은 5개 강(세베른, 위, 얼라스, 리브난트, 레이돌)의 수원지이다.
케레디기온은 80km에 이르는 해안선과 모래사장, 청명한 해수를 자랑하며 2011년 케레디기온의 해변이 5대 푸른 깃발(5 Blue Flag Awards), 4대 녹색 해안(4 Green Coast Awards), 14대 해안(14 Seaside Awards)으로 선정되었다. 또한 영국에서 큰돌고래(bottlenose dolphin)가 여름을 지내는 단 두 지역 중에 하나다.